# مطار تراباني-بيرغي
مطار تراباني-بيرغي (بالإيطالية: Aeroporto di Trapani-Birgi)‏ يقع 8 ميل بحري أو 15 كم جنوب طرابنش، صقلية.

## شركات الطيران والوجهات
| شركـات طيـران | الوجهات |
| ------------- | --- |
| AeroItalia    | موسمي: Forlì |
| DAT           | مطار بانتيليريا |
| رايان إير     | مطار أوريو أل سيريو، مطار بولونيا، مطار مالطا الدولي، مطار نابولي، مطار بيزا الدولي، مطار ليوناردو دا فينشي، مطار تورينو، مطار تريفيزو موسمي: Billund، مطار بوردو ميرينياك، مطار براتيسلافا الدولي، مطار بروكسل شارلروا الجنوب، مطار فرانكفورت هان، مطار كارلسروه/بادن-بادن، مطار كاتوفيتشي، مطار لندن ستانستد، مطار مانشستر، مطار مالبينسا، مطار أبروتسو الدولي، مطار بورتو الدولي، مطار ريغا الدولي، مطار إشبيلية، مطار تولوز بلانياك، مطار وارسو مودلين، مطار ويزي |

## الإحصائيات
شاهد source Wikidata query and sources.

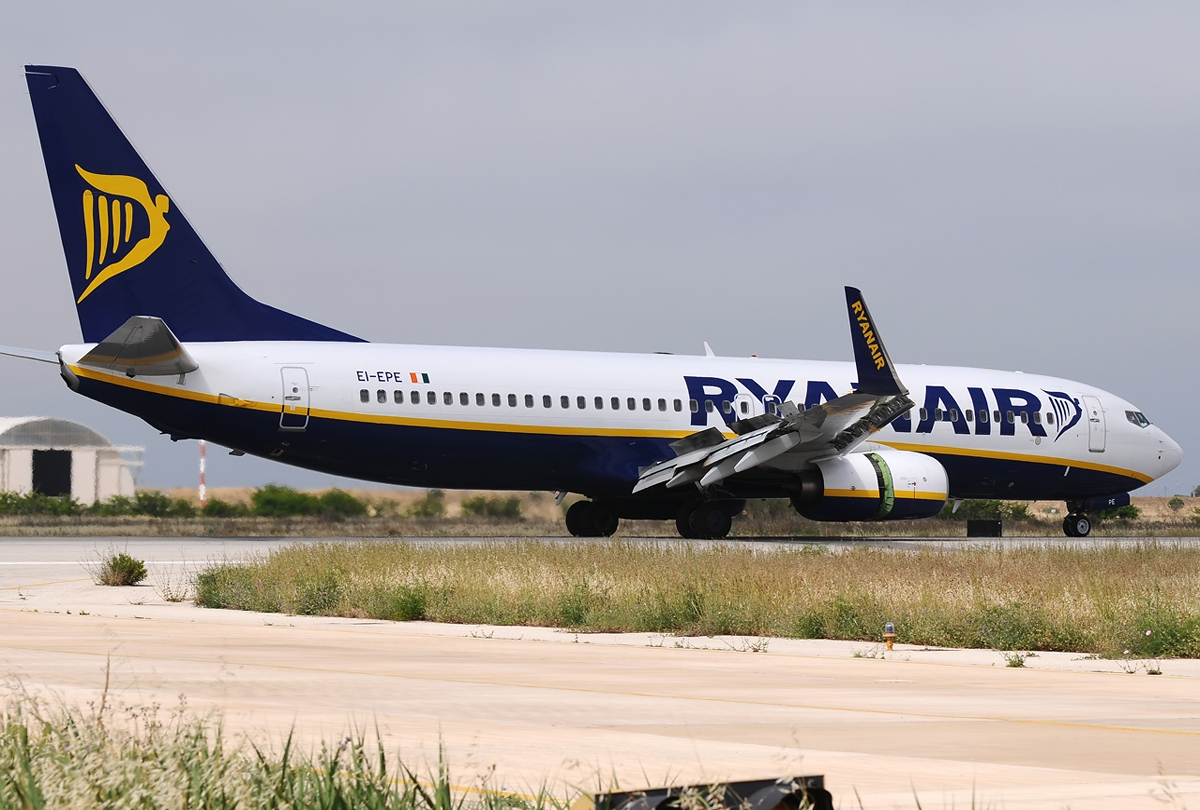
A Ryanair Boeing 737 in Trapani in 2012

لا يشمل هذا الجدول الركاب العابرين. أوقفت رايان إير معظم رحلاتها من مطار تراباني في أكتوبر 2017، مما أدى إلى انخفاض كبير في عدد الركاب الذين يستخدمون المطار.
| السنة | الركاب المحليين | الركاب الدوليين | مجموع الركاب | التغير |
| ----- | --------------- | --------------- | ------------ | ------ |
| 2022  | 637,212         | 252,980         | 891,670      | ▲108.4 |
| 2021  | 366,841         | 56,894          | 427,893      | ▲131.9 |
| 2020  | 169,165         | 12,343          | 185,581      | ▼54.9  |
| 2019  | 322,218         | 80,732          | 411,437      | ▼14.4  |
| 2018  | 366,801         | 103,324         | 480,524      | ▼62.8  |
| 2017  | 923,284         | 366,801         | 1,292,957    | ▼13.4  |
| 2016  | 1,151,515       | 339,385         | 1,493,519    | ▼5.9   |
| 2015  | 1,195,377       | 389,966         | 1,586,992    | ▼0.7   |
| 2014  | 1,159,837       | 436,705         | 1,598,571    | ▼14.9  |
| 2013  | 1,279,972       | 596,828         | 1,878,557    | ▲19.0  |
| 2012  | 1,110,532       | 465,937         | 1,578,753    | ▲7.36  |
| 2011  | 918,027         | 550,769         | 1,470,508    | ▼12.6  |
| 2010  | 1,024,755       | 656,573         | 1,682,991    | ▲57.4  |
| 2009  | 757,555         | 301,308         | 1,069,528    | ▲100.5 |
| 2008  | 342,025         | 186,774         | 533,310      | ▲5.2   |
| 2007  | 432,943         | 72,946          | 507,185      | ▲62.3  |
| 2006  | 305,895         | 4,802           | 312,459      | ▼19.8  |
| 2005  | 385,612         | 2,194           | 389,735      | ▼5.2   |
| 2004  | 382,867         | 19,071          | 410,898      | ▲66.7  |
| 2003  | 224,663         | 2,281           | 246,474      | ▲393.6 |
| 2002  | 39,175          | 3,494           | 49,932       | ▼20.0  |
| 2001  | 44,702          | 5,732           | 62,430       | ▲82.3  |
| 2000  | n/a             | n/a             | 34,321       |        |

aData from Assaeroporti.
Figures from 2013 onwards from Airgest.it.